# ليندسي تانر
ليندسي تانر (بالإنجليزية: Lindsay Tanner)‏ هو نقابي ومحامي وسياسي أسترالي، ولد في 24 أبريل 1956 في أستراليا. حزبياً، نشط في حزب العمال الأسترالي. وقد انتخب رئيس ‏ نادي إسندون لكرة القدم (2015 – ) وانتخب عضو مجلس النواب الأسترالي عن دائرة ملبورن ‏ (13 مارس 1993 – 19 يوليو 2010) وانتخب Minister for Finance (Australia) ‏ (3 ديسمبر 2007 – 3 سبتمبر 2010).

## وصلات خارجية
- الموقع الرسمي